# Resupinació
La resupinació generalment significa estar cap per avall, en posició supina, mirant cap amunt. Aquesta paraula deriva del llatí supinus. En un context biològic, aquest concepte comunament s'expressa amb els adjectius "resupinat" o "no-resupinat."

## Exemples en les plantes
Les estructures en plantes verdes sovint giren al voltant de les seves posicions originàries cap a una forma resupinada.

### Alstroemeriaceae
Els gèneres Bomarea i Alstroemeria sovint mostren fulles resupinades.

### Orchidaceae
En la família de les orquídies, Orchidaceae, els tèpals de les flors típicament comprenen tres sèpals i tres pètals. Un dels pètals, anomenat el llavi o labellum, és típicament força diferent dels altres dos i ve de la mateixa direcció de la flor com superfície estigmàtica. Quan es desenvolupa la poncella de l'orquídia el llavi normalment està més alt; en la majoria dels casos, la tija de la flor gira per presentar el llavi apuntant cap avall en el moment que la flor s'obre. És a dir, la majoria de les flors de les orquídies són resupinades. Com que la resupinació és la condició més comuna en les flors de les orquídies, la manca de resupinació és notable, les flors que no presenten resupinació es descriuen com a "no resupinades" 

## Galeria

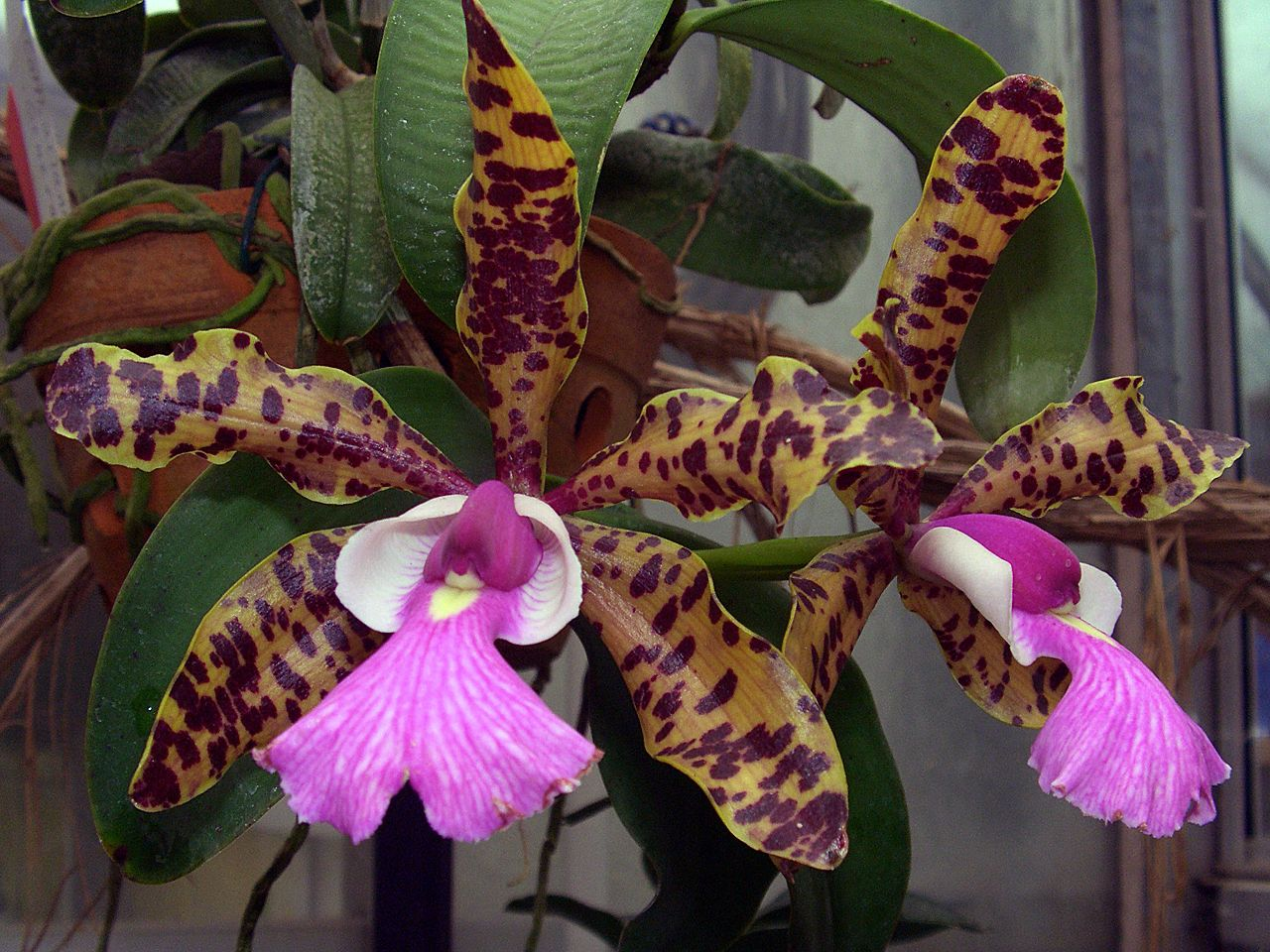
Flors d'orquídia resupinades Cattleya aclandiae
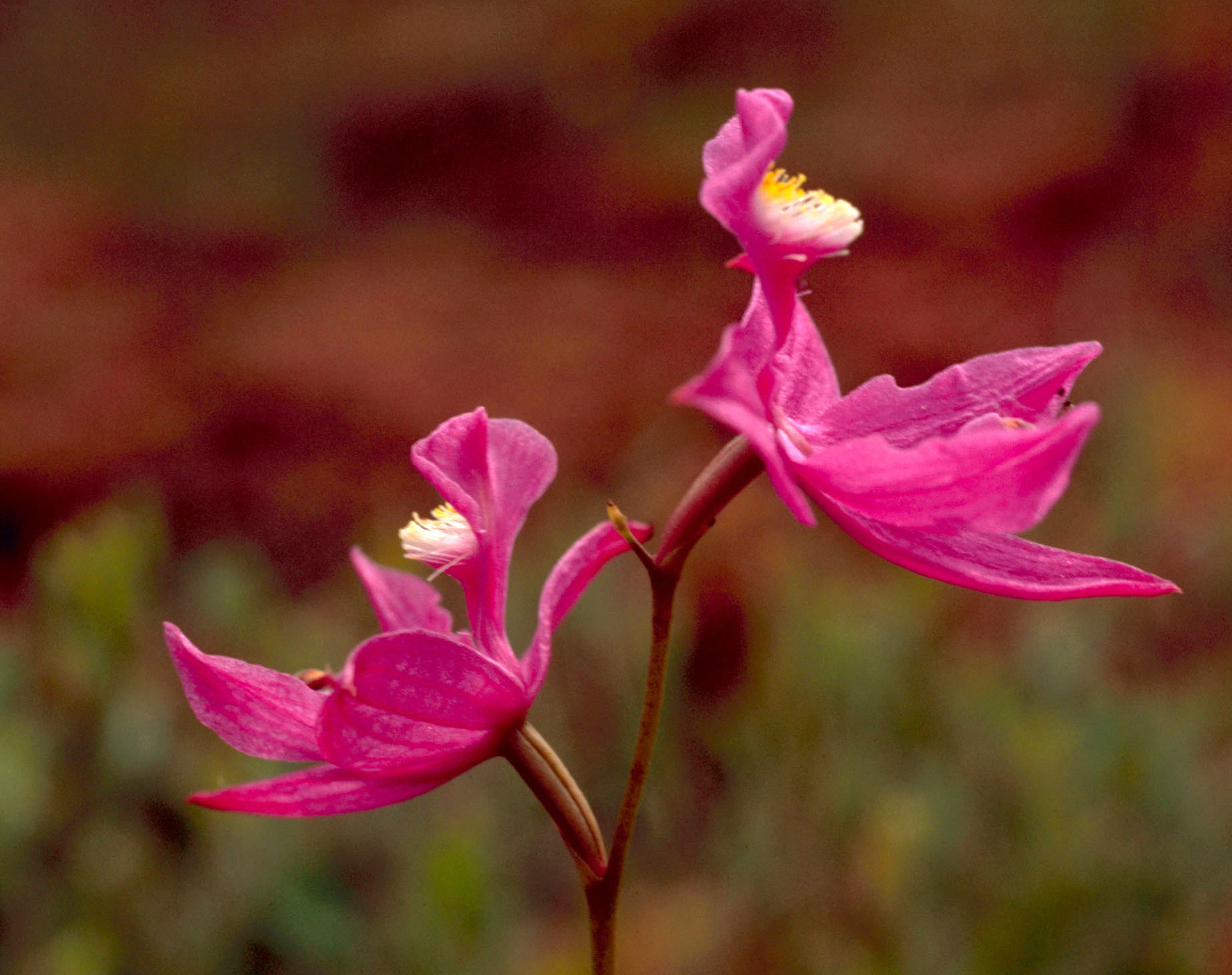
Flor d'orquídia no resupinades Calopogon tuberosus

## Exemples en els fongs
En els fongs, el terme "resupinat" descriu un cos fructífer que consta d'una superfície fèrtil adnada al substrat. Certs gèneres com Peniophora són notables pel fet de tenir moltes de les seves espècies resupinades.